# Égliseneuve-près-Billom
Égliseneuve-près-Billom là một xã ở tỉnh Puy-de-Dôme trong vùng Auvergne miền trung nước Pháp. Xã này nằm ở khu vực có độ cao trung bình 506 mét trên mực nước biển.